# Gigantodax osornorum
Gigantodax osornorum е насекомо от разред Двукрили (Diptera), семейство Зли мухи (Simuliidae). Няма подвидове.